# کاراگوش
کاراگوش (انگلیسی: Karagush) یک شهرک در شهرستان استرلیباشفسکی استان باشقیرستان کشور روسیه است.